# Palacio de Torío
Palacio de Torío es una localidad española, perteneciente al municipio de Garrafe de Torío, en la provincia de León y la comarca de Tierra de León, en la Comunidad Autónoma de Castilla y León.
Situado sobre el Río Torío.
Los terrenos de Palacio de Torío limitan con los de Abadengo de Torío al norte, Santa Colomba de Curueño y Gallegos de Curueño al noreste, Barrillos de Curueño y Barrio de Nuestra Señora al este, Santa María del Monte del Condado, Villamayor del Condado, Villafeliz de la Sobarriba y Santovenia del Monte al sureste, Castrillino y Villaverde de Arriba al sur, San Feliz de Torío al suroeste, Palazuelo de Torío al oeste y Valderilla de Torío y Garrafe de Torío al noroeste.
Perteneció a la antigua Jurisdicción del Valle de Torío.